# Hnilecké vrchy
Hnilecké vrchy – rozległa grupa górska, stanowiąca północną część Gór Wołowskich w Łańcuchu Rudaw Słowackich.
Hnilecké vrchy ciągną się na długości ok. 30 km od dolin Markuszowskiego Potoku (słow. Markušovský potok) i Żelaznego Potoku (słow. Železný potok) na zachodzie po widły Hornádu i Hnilca na wschodzie. Od północy ogranicza je dolina Hornadu, natomiast od południa dolina Hnilca oddziela je od reszty Gór Wołowskich.
W południowej części grupy w kierunku z zachodu na wschód wzdłuż doliny Hnilca ciągnie się długi, wyrównany grzbiet o wysokości 900 – 1100 m n.p.m., zbudowany ze starych skał wulkanicznych, którego najwyższym szczytem (i w ogóle najwyższym w całej grupie) jest Bukovec (1127 m n.p.m.). Na północ od niego, oddzielony doliną Słowińskiego Potoku (słow. Slovinský potok) i kotliną Rudnian, leży krasowy, mocno już zerodowany płaskowyż Galmus.